# Yakkabogʻ
Yakkabogʻ (kyrillisch Яккабоғ) ist eine Stadt in der Viloyat Qashqadaryo in Usbekistan. Sie gehört zum Yakkabogʻ tumani und ist dessen Verwaltungssitz.

## Geschichte
In den 1950er Jahren begann die Verlegung neuer Bahnstrecken, und die Siedlung, die in der Nähe der Station entstand, wurde «Yakkabogʻ Station» nach dem Namen des nahe gelegenen Kishlak genannt.
Im Jahr 1954 erhielt die Siedlung bei der Station Yakkabogʻ den Status einer Siedlung städtischen Typs und den offiziellen Namen Yakkabogʻ Station.
Im Jahr 1978 wurde der Siedlung Stadtrecht verliehen, und das Wort «Station» wurde aus dem Namen gestrichen.

## Etymologie
Der Name der Stadt besteht aus den Wörtern „Yakka“ und „bogʻ“. Das Wort „Yakka“ wird als Synonym für die Wörter „einsam“ verwendet. Das Wort „bog“ ist ein ursprünglich sogdisches Wort, das aus der alttürkischen Sprache in diese Sprache übergegangen ist. Ursprünglich wurde das Wort „bog“ nur im Sinne eines Weinbergs verwendet, aber später wurde es auch im Sinne eines Geländes verwendet, in dem viele Obstbäume gepflanzt wurden.
„Yakkabog“ bedeutet ein Gebiet, in dem es keine dichten Wälder und Dickichte gibt, sondern ein Gebiet, das von Mauern umgeben ist.

## Geographie
Yakkabogʻ ist das Verwaltungszentrum der Viloyat Qashqadaryo (Qarshi), liegt 95 km östlich des nächsten Bahnhofs und befindet sich im östlichen Teil der Viloyat Qashqadaryo, im Tal des Flusses Kysyl-Darja.
In der Stadt befinden sich der gleichnamige Bahnhof (auf der Linie Gʻuzor – Kitab) und der Flughafen. Südöstlich verläuft die M39 (Gʻuzor – Samarqand).
Die nächsten Städte der Stadt Yakkabogʻ sind: Chiroqchi (10 km), Shahrisabz (15 km), Eski Yakkabogʻ (16 km), Kitab (22 km), Qamashi (26 km), Miraki (38 km), Gʻuzor (54 km), Urgut (67 km), Karashina (71 km), Gulabad (71 km), Samarqand (76 km), Tailak (77 km), Nurabad (77 km), Qarshi (71 km), Charchin (80 km), Juma (81 km), Jambay (87 km), Akaltyn (89 km), Yangi Nishan (93 km), Baisun (96 km).

## Sozialer Bereich
Sozial- und Kultureinrichtungen:
- Allgemeinbildende Schule (Nr. 105)
- Musik- und Sportschule für Kinder
- 2 Internatsschulen
- 9 Berufskollegs
- 3 Bibliotheken
- Städtisches Kulturhaus
- Clubräume
- Kultur- und Erholungspark
- Stadion

Gesundheitseinrichtungen:
- 2 Krankenhäuser
- Zentrale Poliklinik
- Stomatologische Poliklinik
- Geburtsklinik
- Apotheken

Sonstiges:
- Baumwollreinigungsanlage

Es gibt auch eine Busverbindung zwischen der Stadt Yakkabogʻ und den benachbarten Bezirkszentren sowie der Stadt Qarschi.